# Hawdala-Kerze

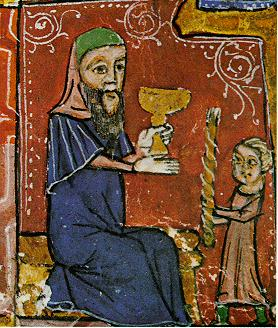
Hawdala-Zeremonie mit Kerze (Barcelona Haggadah, 14. Jahrhundert)

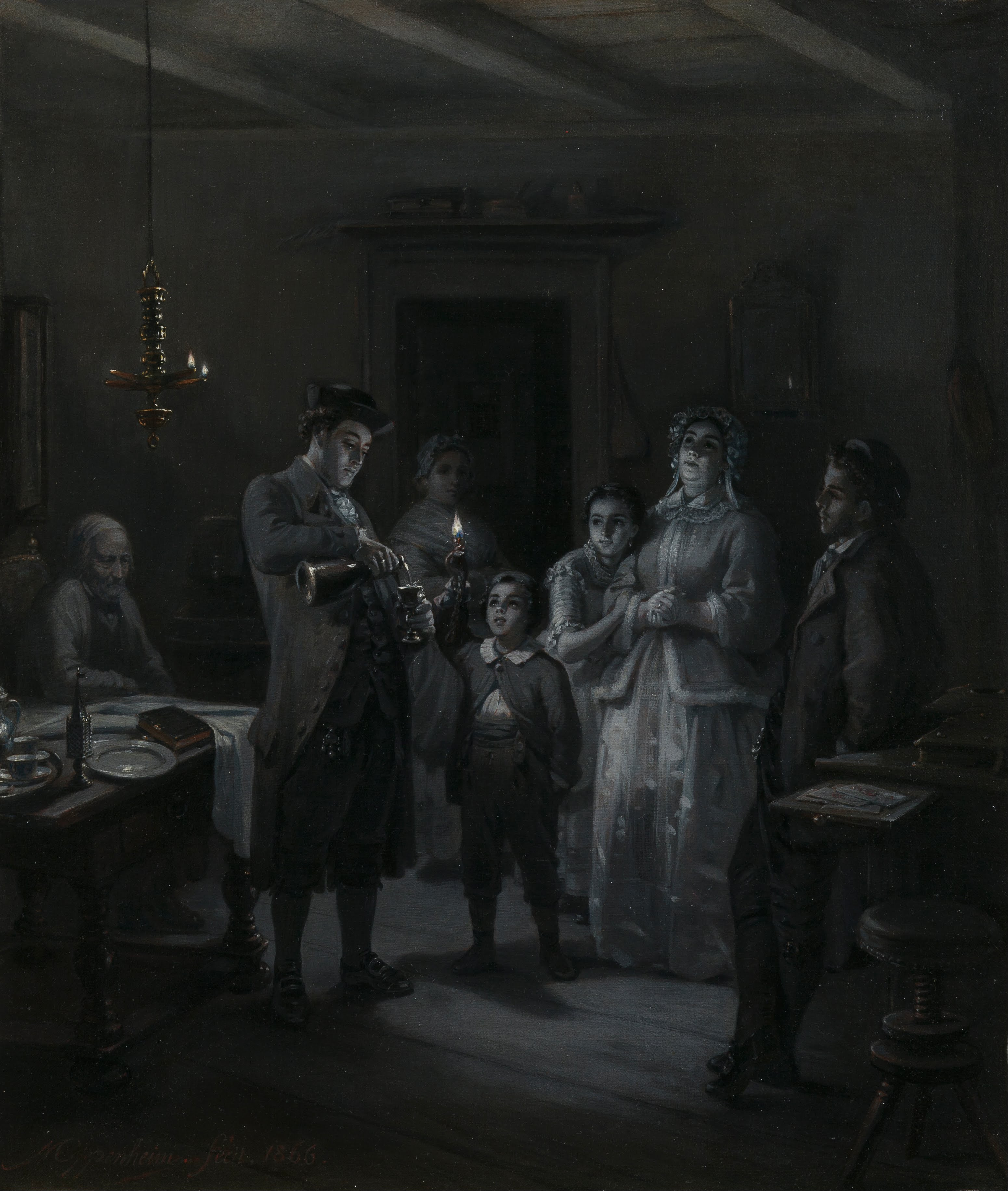
Moritz Daniel Oppenheim: Sabbath-Ausgang (1866)

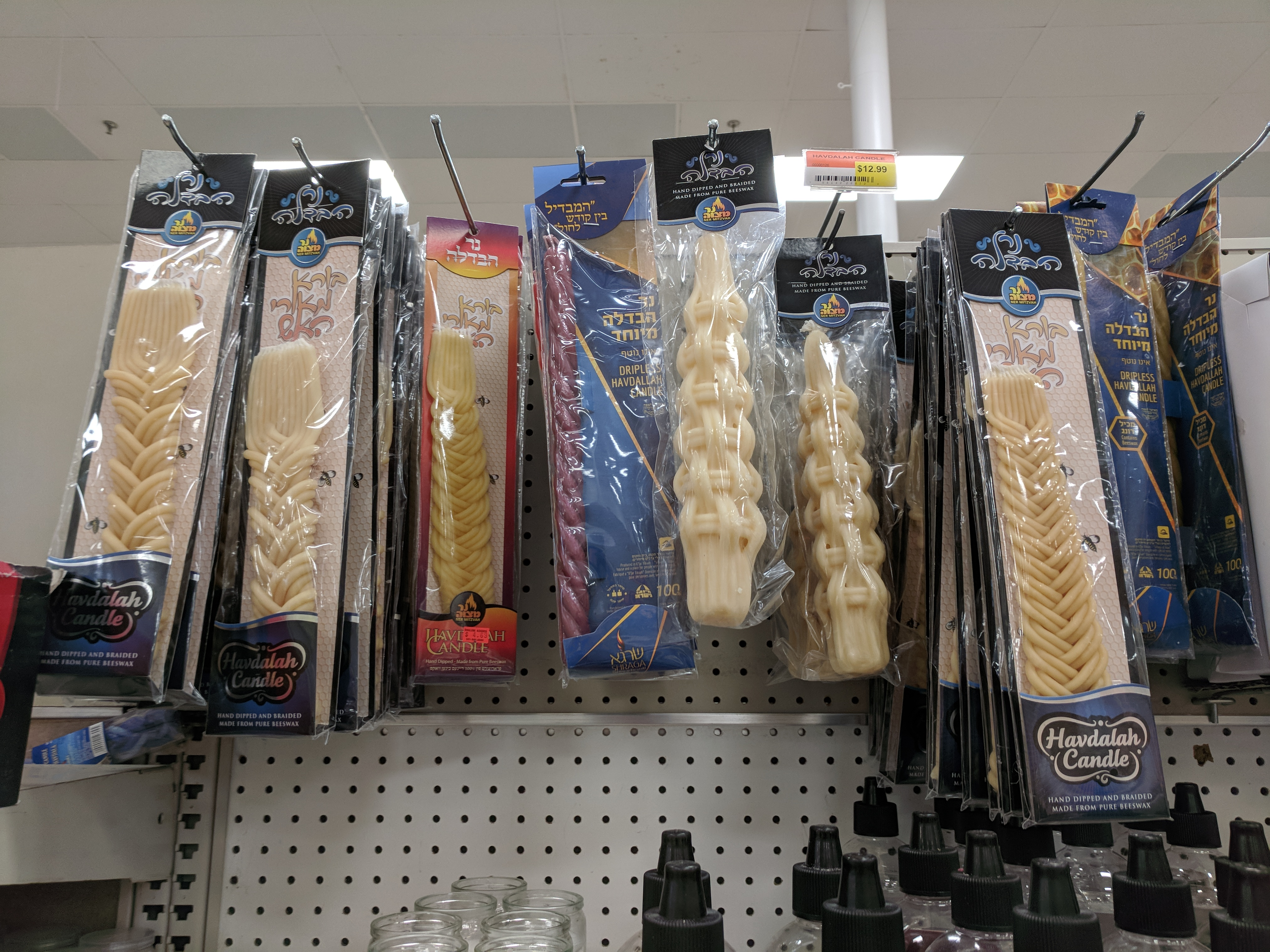
Sortiment von Hawdala-Kerzen in einem Supermarkt

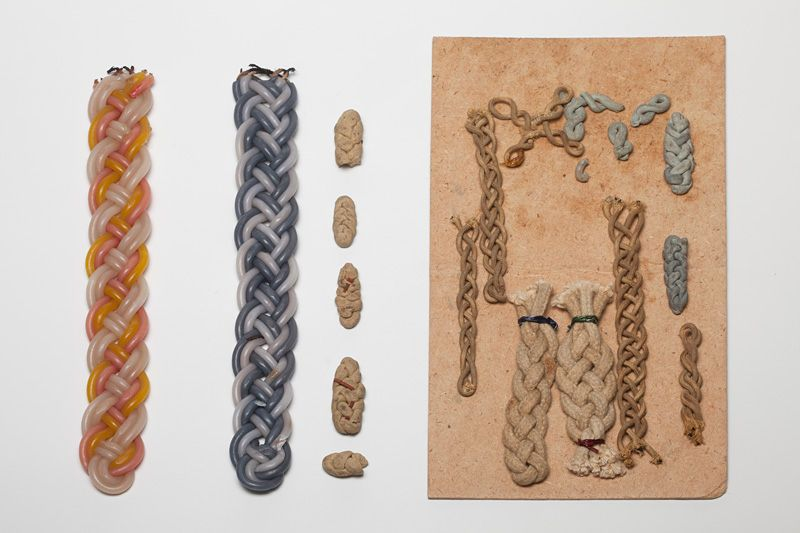
Hawdala Kerzen in der Sammlung des Jüdischen Museums der Schweiz.

Die Hawdala-Kerze ist ein jüdischer Ritualgegenstand. Sie findet bei der zeremoniellen Verabschiedung des Schabbat (Hawdala) Verwendung.

## Historische Entwicklung
In der Antike benutzten Juden, wie im Mittelmeerraum allgemein üblich, Öllampen zur Beleuchtung. Der Mischna zufolge wurde eine normale Öllampe (נֵר ner) bei der Hawdala-Zeremonie verwendet. Doch empfahl Rawa, eine rabbinische Autorität des 4. Jahrhunderts, eine Fackel (אֲבוּקָה avuḳah), da sie mehr Licht gebe. Dabei handelte es sich offenbar um eine im Altertum übliche Fackel. Aber Jahrhunderte später gab dieser Ratschlag einen Anknüpfungspunkt für die Entwicklung der Hawdala-Kerze.
Erst im Gebetbuch von Saadja Gaon (10. Jahrhundert) wird die Möglichkeit erwähnt, anstelle der Öllampe eine Wachskerze für die Hawdala-Zeremonie zu verwenden. Unterdessen waren Kerzen in der christlichen Liturgie mehr und mehr üblich geworden. Im 13. Jahrhundert verwendete die wohlhabende Kalonymos-Familie in Worms eine Wachskerze für Hawdala und bezeichnete sie als avuḳah. Mit ihrem Duft und ihrer großen Flamme war sie für ein religiöses Ritual sicher geeignet, aber als Luxusobjekt für viele jüdische Familien nicht erschwinglich.
Vom 13. bis ins 15. Jahrhundert wurden im christlichen Gottesdienst Leuchten verwendet, die aus mehreren (manchmal unterschiedlich gefärbten) Einzelkerzen zusammengedreht  waren. Auch zeitgenössische jüdische Haushalte verwendeten solche Kerzen, beispielsweise die Familie von Israel Isserlein aus Wiener Neustadt (gest. 1460), einer halachischen Autorität des Habsburgerreichs. Sein Schüler Joslein ben Moses gebrauchte den deutschen Ausdruck gewunden Kerzen, um die Hawdala-Kerze seines Rabbis zu beschreiben. Verschiedene Autoren des 14. Jahrhunderts (Menachem Meiri, Aaron ben Jakob haKohen, Nissim von Gerona) scheinen solche gewundenen Kerzen im Blick zu haben, die sie aber nicht näher beschreiben. Sie gehen nur darauf ein, dass die Hawdala-Kerze rote, grünliche und weiße Flammen haben solle, da im Segen über die Kerze der Plural „Lichter“ verwendet wird.
Eine günstigere Alternative bestand darin, eine gewöhnliche Wachskerze an der Spitze eines fackelartigen Halters zu befestigen. Dies scheint jüdischen Illustrationen des späten 15. und frühen 16. Jahrhunderts zufolge üblich gewesen zu sein. Es gibt auch christliche Beispiele für diese Art der Beleuchtung, so dass man von einer gemeinsamen materiellen Kultur sprechen kann.
Im 16. Jahrhundert kamen die mehrdochtigen, gewundenen Kerzen in der Mehrheitskultur aus der Mode, während aschkenasische Juden daran festhielten. Von nun an waren Kerzen dieser Art jüdische Ritualgegenstände. Im sefardischen Judentum waren sie unüblich. Josef Karo erwähnt die Hawdala-Kerzen deshalb in seinem Standardwerk Schulchan Aruch nicht. Moses Isserles aus Krakau ergänzte in seinem Kommentar zum Schulchan Aruch, dass eine avuḳah für die Hawdala-Zeremonie zwei Dochte habe.
Allerdings waren Wachskerzen noch immer Luxus. Der 1764 verstorbene Rabbiner Jonathan Eybeschütz, der in Metz, Prag und den drei Gemeinden von Hamburg, Wandsbek und Altona tätig war, fand eine Lösung für ärmere Gemeindeglieder. Er empfahl, dünne Stränge von Flachs oder Baumwolle in Talg zu tauchen und zu einer Hawdala-Kerze zusammenzubinden. Mitte des 19. Jahrhunderts kamen billige, industriell gefertigte Kerzen auf den Markt, so dass Hawdala-Kerzen nun problemlos zur Verfügung standen. Man unterscheidet zwei Typen: in Frankreich, Deutschland und Österreich-Ungarn waren die Kerzen zopfartig geflochten, in Polen dagegen spiralförmig eng zusammengedreht. Letzteres entspricht dem spätmittelalterlichen Typ besser.

## Ähnlichkeiten
Bezüglich der Hawdala-Kerze bestehen Ähnlichkeiten zum Newweling, der in Mainz an Allerheiligen und Allerseelen Verwendung findet, und zum Wachsstock, wie er heute teilweise noch in Bayern weit verbreitet ist.